# Triptilodiscus pygmaeus
Triptilodiscus es un género monotípico de plantas con flores perteneciente a la familia de las asteráceas. Su única especie: Triptilodiscus pygmaeus, es originaria de Australia.

## Descripción
Es una planta herbácea decumbente a erecta que alcanza un tamaño de 8 cm de altura, ramificado en la base, pilosa. Las hojas lineares a oblongas, planas, de 20 mm de largo y 4 mm de ancho. Capitulescencias subbtendidas por las hojas de follaje, subglobosas, de 5 mm de largo, brácteas exteriores involucrales escariosas, internas cartilaginosas, en forma de barco. Floretes curvados hacia afuera, floretes exteriores femeninos, corola de 3 dientes, vilano reducido; floretes bisexuales con corola urceolada arriba, de 2,5 mm de largo, 4-dentado, amarillo; el fruto es un aquenio cilíndrico estrecho de 2 mm de largo; vilano con cerdas 3 o 4, igual a la corola, plumoso.

## Distribución y hábitat
Crece en matorrales y bosques, a menudo en los duros suelos rojos; está generalizada en los distritos costeros del oeste a Nyngan en Nueva Gales del Sur. 

## Taxonomía
Triptilodiscus pygmaeus fue descrita por Porphir Kiril Nicolai Stepanowitsch Turczaninow  y publicado en Bull. Soc. Imp. Naturalistes Moscou xxiv. (1851) II. 66.
Sinonimia
- Argyrocome dimorpholepis (Benth.) Kuntze
- Dimorpholepis australis A.Gray
- Duttonia sessiliceps F.Muell.
- Helipterum australe (A.Gray) Druce
- Helipterum dimorpholepis Benth.[4]